# 广东广播电视台新闻广播
广东广播电视台新闻广播（简称：广东新闻广播；同时使用呼号：广东应急广播）是中国广东广播电视台拥有的一套普通话新闻资讯及应急资讯广播，为原广东电台的第一套节目，并透过卫星覆盖全球。每天早上7点通过该频率播出的广东广播新闻-早晨新闻节目亦在全省各地广播电台主频率转播。

## 历史沿革
- 1949年10月20日，广东电台第一台启播，为本频道的前身，面向全广东广播。广播初期除普通话节目外，亦曾播出潮州话、客家话、海南话等方言节目，但有关安排已取消。
- 1989年11月15日，以广东电台第一台为基础的广东电台新闻台开播，每半小时播出一次新闻。
- 1996年7月8日，该频道与广东电视岭南台（今广东卫视）一同上星，在亚洲二号卫星上播出。[1]该频道同时更名为广东电台卫星广播。
- 2014年4月23日，由原南方广播影视传媒集团、广东人民电台、广东电视台、南方电视台、广东广播电视技术中心整合成立的广东广播电视台正式挂牌成立，同日广东南方广播影视传媒集团有限公司同时挂牌成立，本频道改名为“广东广播电视台新闻广播”。
- 2019年7月11日，广东省应急管理厅与广东广播电视台共建的广东应急广播成立开播，在突发事件发生时发布应急信息。广东应急广播的节目使用广东新闻广播的频率播出。[2]

## 主要发射频率

### FM广播
- 广州：91.4MHz
- 深圳：91.8MHz
- 粤东：92.8MHz
- 粤西：94.0MHz
- 河源：96.4MHz
- 粤北：105.0MHz
- 江门：104.2MHz
- 韶关：92.1MHz
- 惠州：98.5MHz
- 云浮：107.3MHz

### AM广播
- 广州：648kHz
- 粤东：783kHz
- 河源：828kHz
- 粤北：1017KHz
- 珠江口：1206kHz
- 江门：846kHz

## 主要节目
- 早安广东
- 全省新闻联播
- 午间半小时
- 美好南方
- 花样老友记
- 学说天下
- 广东民声热线
- 侃侃三人谈
- 我们在一起
- 夜读
- 书香岭南
- 星空夜话
- 阳光蘑菇屋
- 流淌的歌声
- 靓靓娱乐圈
- 走在路上
- 914新闻周刊-应急你我他
- 广东社工热线
- 名医养心大讲堂
- 大湾区生活家
- 自强之声
- 大爱有声
- 律师面对面
- 儿童心理大课堂
- 职场人生
- 音乐毅时光

## 主持人
- 陈晓琳
- 佟兵（佟冰）
- 黄纬
- 高娜
- 刘学
- 徐靓
- 刘弘
- 陈晓
- 林鲁阳
- 孙慕兰（孙潇毅）
- 马腾娇（马琳）
- 郑淳予
- 曹晨辰
- 张星月
- 金亮
- 谭海墨
- 赵鑫晔
- 钱宇帆
- 张宇航
- 王坚
- 文东
- 苏倩
- 萬準
- 刘伟
- 梁星月
- 谭海墨
- 周敏莉
- 刘剑松
- 杨小杨
- 唐琳